# Ignatz Anton von Weiser

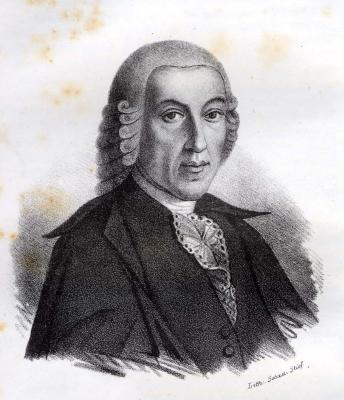
Ignatz Anton von Weiser

Ignatz Anton von Weiser (* 1. März 1701 in Salzburg als Ignaz Anton Weiser; † 26. Dezember 1785 ebenda) war ein namhafter Dramatiker und ein bedeutender Mundartdichter des 18. Jahrhunderts sowie Bürgermeister der erzbischöflichen Stadt Salzburg.
Als Librettist lieferte er die literarische Vorlage zu Wolfgang Amadeus Mozarts erstem Auftragswerk Die Schuldigkeit des ersten Gebots und war persönlich mit der Familie, besonders mit dem Vater Leopold Mozart befreundet. Seine Enkelin war die bekannte Prager Pianistin und Sängerin Josepha Duschek, in deren Villa Bertramka W. A. Mozart 1787 die Oper Don Giovanni vollendete.

## Herkunft und Familie
Die Salzburger Familie Weiser führte ihre Herkunft auf Hans Weiser, einen bürgerlichen Wagnermeister beim Isartor in München zurück. Dessen Sohn Bartlmä (1636–1704) ließ sich nach mehrjährigen Aufenthalten in Italien und Augsburg in der Stadt Salzburg nieder und heiratete am 29. August 1695, in zweiter Ehe, Maria Anna Wagner, Tochter des Tittmoninger Ratsherren und Handelsmanns Simon Wagner. Aus dieser Verbindung stammt Ignatz Anton Weiser. Nach dem Tode seines Vaters nahm seine Mutter in zweiter Ehe den Kaufmann Martin Schuster zum Mann. Dieser erwarb 1727 das gräflich Kuenburgische Haus am Marktplatz, das spätere „Weiser-Haus“ (heute Salzburger Sparkasse).
Ignatz Weiser ehelichte 1723 Martha Theresia Brentano (1701–1764) aus Augsburg und zeugte mit ihr elf Kinder. Die zweitgeborene Tochter Maria Dominika Columba heiratete am 14. April 1749 im Salzburger Dom den Prager Apotheker Anton Adalbert Hambacher. Dieser Verbindung entsprang am 7. März 1753 die später mit dem böhmischen Komponisten Franz Xaver Duschek verheiratete und im deutschen Sprachraum als Pianistin und Sängerin berühmte Tochter Josepha Duschek (geb. Hambacher).
Der letztgeborene Sohn, (diesem folgte noch eine weitere Tochter) Franz Xaver Andreas Athanasius Weiser heiratete am 25. Mai 1762 Theresia Hafner (1740–1798), ihres Zeichens Tochter des ehemaligen Bürgermeisters Sigmund Haffner d. Ä. sowie Schwester des bekannten Humanisten Sigmund Haffner Edler von Imbachshausen, dem Namensgeber von Mozarts Haffner-Sinfonie sowie der Haffner-Serenade.

## Leben und Wirken als Bürgermeister
Ignatz Anton Weiser stammte aus einer wohlhabenden salzburgisch-bayrischen Kaufmannsfamilie und wurde 1747 von Fürsterzbischof Jakob Ernst von Liechtenstein mit dem Prädikat von Weißer in den Adelsstand erhoben. Bereits seit 1749 Mitglied des Stadtrats bekleidete er als Nachfolger von Sigmund Haffner d. Ä. von 1772 bis 1775 das Amt des Salzburger Bürgermeisters.
In dieser Funktion oblag ihm im Jahre seines Amtsantrittes die Begrüßung des im März 1772 neu gewählten Fürsterzbischofs Hieronymus Colloredo, der am 29. April desselben Jahres von Freysaal kommend seinen öffentlichen Einzug in Salzburg hielt. Bürgermeister Weiser erwartete den neuen Landesherrn mitsamt dem Magistrat am Kajetaner-Tor und überreichte diesem nach alter Sitte die Torschlüssel der Stadt.
Während der darauffolgenden Jahre geriet von Weiser mit dem Fürsterzbischof auf Grund der angespannten finanziellen Lage der Stadt einerseits und der dieser vom Landesherrn auferlegten Kosten für von ihm angeordnete Baumaßnahmen in Streit. 1774 verweigerte Weiser dem Fürsterzbischof die Bezahlung von 1.400 Gulden für das Torsteherhäusl vor dem Neutor. Nachdem die Stadt in den zurückliegenden Jahren 54.000 Gulden für die Erhaltung des Bürgerspitals und ähnlich hohe Summen für das Bruderhaus und das Leihhaus aufgebracht hatte, wurde der Bürgermeister zum Sparen angehalten. Als sich Weiser auch noch weigerte die Kosten des Umbaus des alten Ballhauses (an der Stelle des heutigen Landestheaters) und des Rathaussaales sowie einiger angrenzender Räume für die Abhaltung von Bällen aus dem Stadt-Aerarium zu begleichen, sah er sich schließlich von Colloredo vor die Wahl gestellt, sich seinem Willen zu fügen oder sein Amt niederzulegen.
Weiser entschied sich für letzteres und ersuchte am 29. Juni 1775, nach knapp drei Jahren Amtszeit, den Magistrat um Entlassung aus dem Amt des Bürgermeisters. Weisers Argwohn gegen den Umbau des Ballhauses zum Theater bestätigte sich im Nachhinein als der Umbau wegen ungünstiger Planung und Ausführung nicht den allgemeinen Erwartungen entsprach.

## Künstlerisches Schaffen und dessen Bedeutung

### Die Schuldigkeit des ersten und fürnehmsten Gebottes

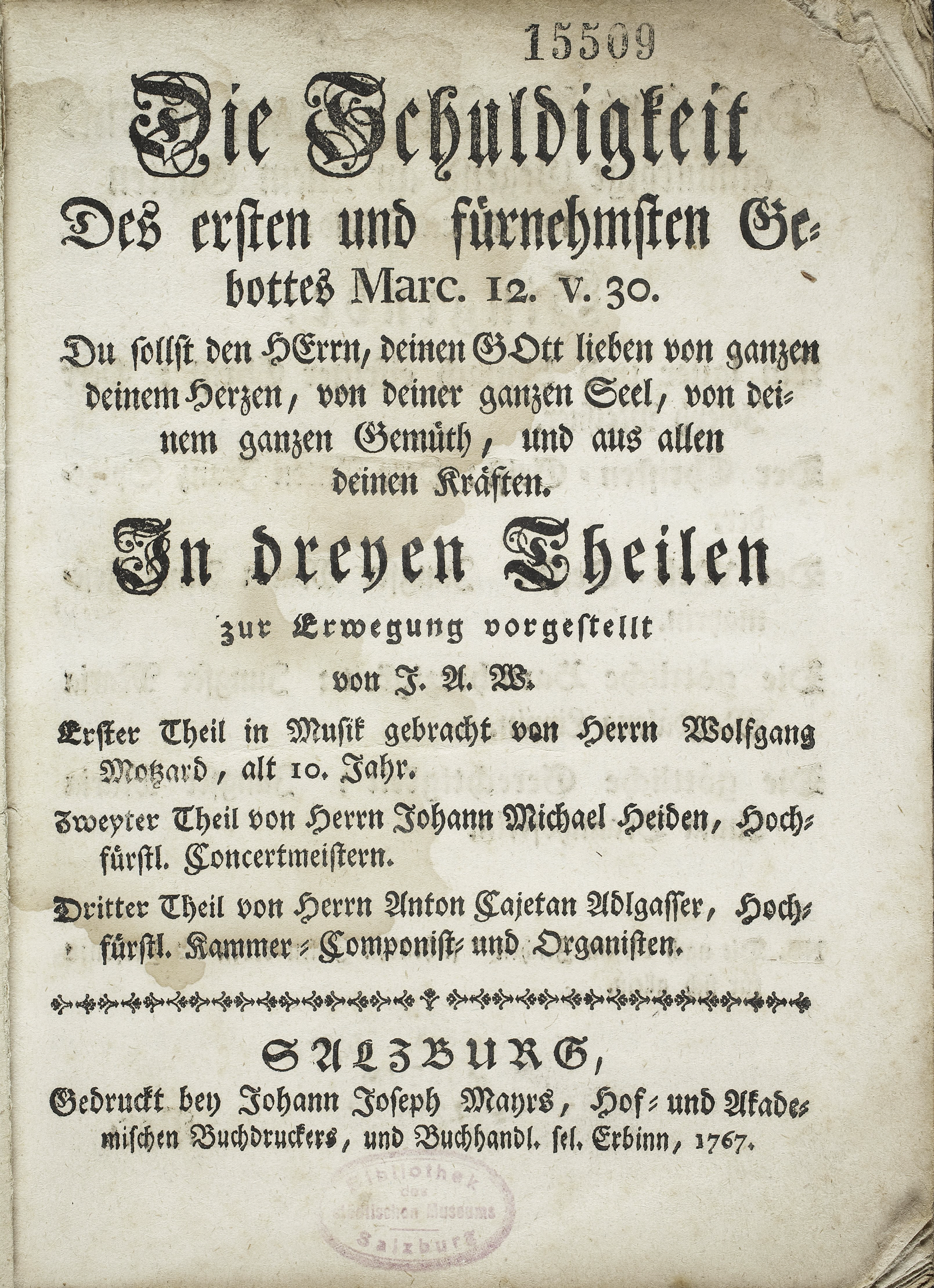
Die Schuldigkeit des ersten und fürnehmsten Gebottes. Titelblatt des Librettos (1767)

Ignatz Anton von Weiser war der Textdichter von W. A. Mozarts geistlichem Singspiel Die Schuldigkeit des ersten und fürnehmsten Gebottes KV 35, das am Donnerstag, dem 12. März 1767 um 19:00 Uhr im Rittersaal der fürsterzbischöflichen Residenz in Salzburg zur Uraufführung gelangte. Das Werk entstand im Auftrag des Salzburger Erzbischofs Sigismund von Schrattenbach, der sich von den Fähigkeiten des damals elfjährigen, als Wunderkind gepriesenen Knaben überzeugen wollte. Mozart bot seinem Auftraggeber eine Partitur mit sieben Arien und einem Terzett, deren Instrumentation bereits sein Genie erkennen ließ. Der junge Mozart vertonte allerdings nur den ersten Teil von Weisers Libretto, die Kompositionen des zweiten und dritten Teils, die beide jeweils erst einige Tage später aufgeführt wurden und heute nicht mehr erhalten sind, stammten von Michael Haydn und Anton Cajetan Adlgasser.
Der Text von Weisers Werk stellt eine Parabel mit allegorischen Figuren in einer „anmüthigen Gegend an einem Garten und kleinen Wald“ dar. Die Mächte der Welt und jene der Ewigkeit, Welt- und Christgeist, bemühen sich um die Seele des Menschen. Der Christgeist schildert mit Nachdruck die Schrecken des Todes und der ewigen Verdammnis um den Menschen, der bisher dem Weltgeist und den Freuden des Lebens folgte, zur Buße und Aufgabe seines bisherigen Lebens zu bewegen. Nachdem die Barmherzigkeit und die Gerechtigkeit dem Menschen die freie Entscheidung, wie er leben möchte, überlassen, zieht dieser schließlich vom Weltgeist geleitet in eine „freie“ Welt, um dort zu scheitern (Zweiter Teil) und reumütig zurückzukehren (Dritter Teil).
Von Weiser beleuchtete seine moralische Absicht mit einem Zitat aus der Offenbarung des Johannes: „Das kein gefährlicherer Seelenzustand sey als die Lauigkeit in dem Geschäfte des Heils, versichert uns die göttliche Wahrheit […]: ‚Wollte Gott, dass du kalt oder warm wärest: dieweil du aber lau bist, und weder kalt noch warm, will ich anfangen dich auszuspeyen aus meinem Mund.‘“ (Offb 3,15–16 )

### Weitere Werke
Mit seinen in Salzburger Mundart geschriebenen und im Hoftheater aufgeführten Singspielen, allen voran Der Wachend-träumende König Riepl (1749) und Die Geadelte Bauren oder Die ihr selbst unbekannte Alcinde (1750), beide Werke mit Musik von Johann Ernst Eberlin versehen, zählte Ignatz Anton von Weiser gemeinsam mit seinem Salzburger Landsmann und Zeitgenossen Florian Reichssiegel (1735–1793) zu den wichtigsten Mundartdichtern des 18. Jahrhunderts. Er beeinflusste maßgeblich die teilweise durch Michael Haydn vertonten Mundartkomödien des Lambacher Benediktiners Maurus Lindemayr, die dieser um 1750 in Salzburg kennengelernt hatte.
Zu seinen weiteren Werken zählen die von Leopold Mozart vertonten Kantaten Christus begraben (1741) und Christus verurteilt (1743), drei dramatische Zwischenspiele in deutscher Sprache zu den Captivi von Plautus (1745) sowie weitere, weniger beachtete Intermedien, die er für das Theater der Benediktineruniversität verfasste.

## Verhältnis zur Familie Mozart
Ignatz von Weiser war seit mindestens 1741 mit Leopold Mozart befreundet. In den frühen 40er-Jahren des 18. Jahrhunderts schrieb Mozart Vater die Musik zu Weisers bekannten Kantaten Christus begraben und Christus beerdigt. Mozart Sohn vertonte 1767 den ersten Teil des Oratoriums Die Schuldigkeit des ersten und führnemsten Gebottes und gestaltete Weisers Werk plastisch aus. Weiser wiederum verfasste 1770 in deutscher Sprache gehalten, eine Ode an den jungen Mozart.
Weisers Enkelin Josepha Duschek war seit ihrer Kindheit mit den Mozarts bekannt und trat in zahlreichen Aufführungen von Mozarts Werken auf. Sie avancierte zu einer berühmten Pianistin und Sängerin, der W. A. Mozart u. a. die Andromeda-Szene schrieb. In ihrer, gemeinsam mit ihrem Ehemann Franz Xaver Duschek bewohnten Villa Bertramka im heutigen Prager Stadtteil Smichov vollendete Mozart 1787 die Oper Don Giovanni, die ihre Uraufführung am 29. Oktober 1787 im Prager Ständetheater (Stavovské divadlo) hatte.

## Tod und Testament

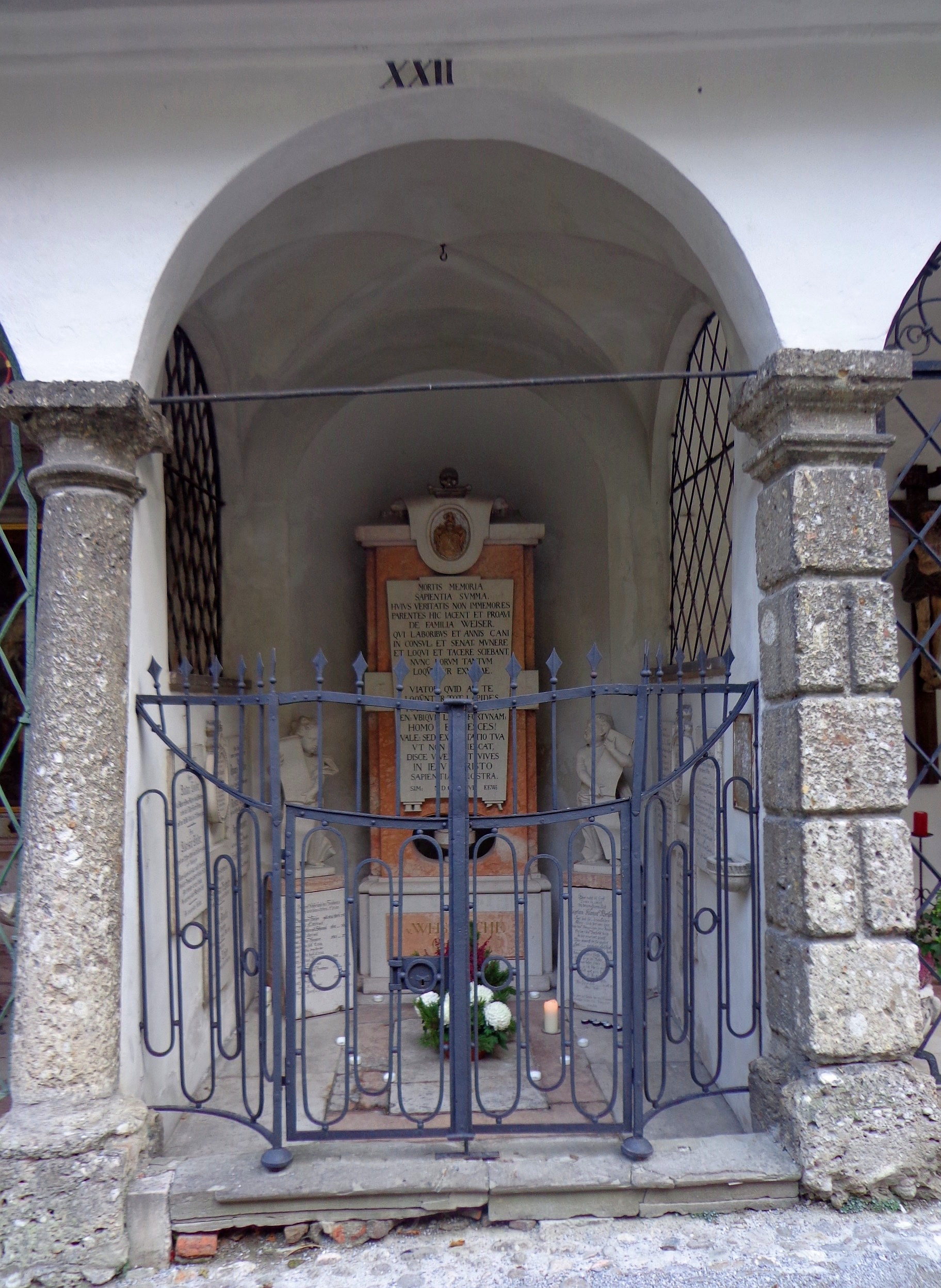
Gruft 22 (Petersfriedhof Salzburg): Weiser'sche Grablege, in der auch Ignatz Anton von Weiser bestattet ist

Nach seinem Ableben wurde Ignatz von Weiser in der von seinem Vater Bartlmä am 6. Juli 1700 eingerichteten Weiser'schen Gruft auf dem Petersfriedhof Salzburg beerdigt. Leopold Mozart berichtete darüber am 29. Dezember 1785 seiner Tochter Nannerl nach St. Gilgen: „Nachdem seit einiger Zeit schon die Gesundheit des alten Herrn Bürgermstr immer mehr abgenommen, seine Sand und Steinschmerzen sich vermehret, die Füsse angeschollen und der Athem schwer geworden, so ist er endlich den 26ten abends gegen 8 uhr in die Ewigkeit gegangen. Ebent itzt, da dieses schreibe, komme von der Begräbniss, die vollkreich genug war. Er hat nur einen gottesdienst angeordnet, der am Sammstag seyn wird, und 3 Bruderschaften mit den Waisenkindern waren die normal [Anm.: Begleitung].“
Das vollständig erhaltene und mit mehreren Ergänzungsseiten versehene Testament Weisers befindet sich heute im Salzburger Landesarchiv. Die dadurch möglichen Einblicke in Familie, finanzielle Verhältnisse und Besitztümer eines Mitbürgers Mozarts sind einzigartig, da in Salzburg ansonsten keine Testamente aus dieser Zeit erhalten blieben.